# تشارلز كريغتون كارلن
تشارلز كريغتون كارلن هو محامي وسياسي أمريكي، ولد في 8 أبريل 1866 في الإسكندرية في الولايات المتحدة، وتوفي في 14 أكتوبر 1938 في واشنطن العاصمة في الولايات المتحدة. نشط حزبياً في الحزب الديمقراطي. وقد انتخب عضو مجلس نواب الولايات المتحدة عن ولاية فرجينيا ‏ وانتخب عضو مجلس النواب الأمريكي ‏.